# Рузвелтов благороден елен
Рузвелтовите благородни елени (Cervus canadensis roosevelti) са подвид уапити, едри бозайници от семейство Еленови (Cervidae).
Срещат се в умерените дъждовни гори по тихоокеанското крайбрежие на Северна Америка. Те са най-едрите северноамерикански уапити и достигат 180 – 300 сантиметра дължина на тялото, 75 – 150 сантиметра височина при рамото и 300 – 500 килограма маса. Хранят се главно с тревисти растения, а през зимата и с храсти и млади клонки на дървета.